# Ochodaeus solskyi
Ochodaeus solskyi är en skalbaggsart som beskrevs av Semenov 1891. Ochodaeus solskyi ingår i släktet Ochodaeus, och familjen Ochodaeidae. Inga underarter finns listade.